# Zdzisław Karczewski
Zdzisław Karczewski (ur. 23 marca 1903 w Warszawie, zm. 30 września 1970 we Wrocławiu) – polski aktor, reżyser i dyrektor teatralny.

## Życiorys

### Kariera sportowa
W młodości był lekkoatletą. Był mistrzem Polski w biegu na 800 m w 1923 i w sztafecie 4 × 400 m w tym samym roku. Trzykrotnie zdobywał wicemistrzostwo Polski: bieg na 5000 m (1921), trójskok (1922) i sztafeta 4 × 400 m (1925); trzykrotnie był także brązowym medalistą: bieg na 800 m (1922), trójskok (1924) i chód na 10 km (1923).
Zdobył srebrny medal w sztafecie olimpijskiej (wraz z Zygmuntem Weissem, Zygmuntem Dąbrowskim i Stefanem Ołdakiem) podczas II Akademickich Mistrzostw Świata w Warszawie w 1924.

### Życie artystyczne
Ukończył Oddział Dramatyczny przy Państwowym Konserwatorium Muzycznym w Warszawie w 1925. Do 1939 roku grał w teatrach: im. Wojciecha Bogusławskiego, Polskim i Narodowym w Warszawie, Miejskim w Łodzi, im. Słowackiego w Krakowie oraz Miejskim w Wilnie.
W czasie wojny, w latach 1940–1941, grał w jawnych teatrach warszawskich, następnie pracował jako kelner i współpracował z konspiracyjnym Teatrem Wyobraźni Tadeusza Byrskiego. W 1944 roku został wywieziony do Niemiec. Po powrocie do kraju pracował w rozgłośni Polskiego Radia w Bydgoszczy, był także dyrektorem rozgłośni Polskiego Radia w Szczecinie. W latach 1946–1948 był aktorem i reżyserem w Teatrze Komedii Muzycznej w Szczecinie. W latach 1948–1951 pracował w Państwowych Teatrach Dramatycznych, gdzie w sezonie 1950/1951 był dyrektorem. W 1951 oraz w latach 1953–1955 był zatrudniony w Teatrze Wybrzeże w Gdańsku, w 1952 w Teatrze Nowym w Poznaniu. W latach 1955–1958 pełnił funkcję kierownika artystycznego Teatru im. Żeromskiego w Radomiu. W latach 1960–1964 występował w Teatrze Polskim w Bydgoszczy, od 1964 do końca życia w Teatrach Dramatycznych we Wrocławiu.
Szerokiej publiczności znany z roli Johna Pawlaka w filmie fabularnym Sami swoi oraz z roli w filmie Ogniomistrz Kaleń.
Pochowany we Wrocławiu na Cmentarzu Osobowickim.

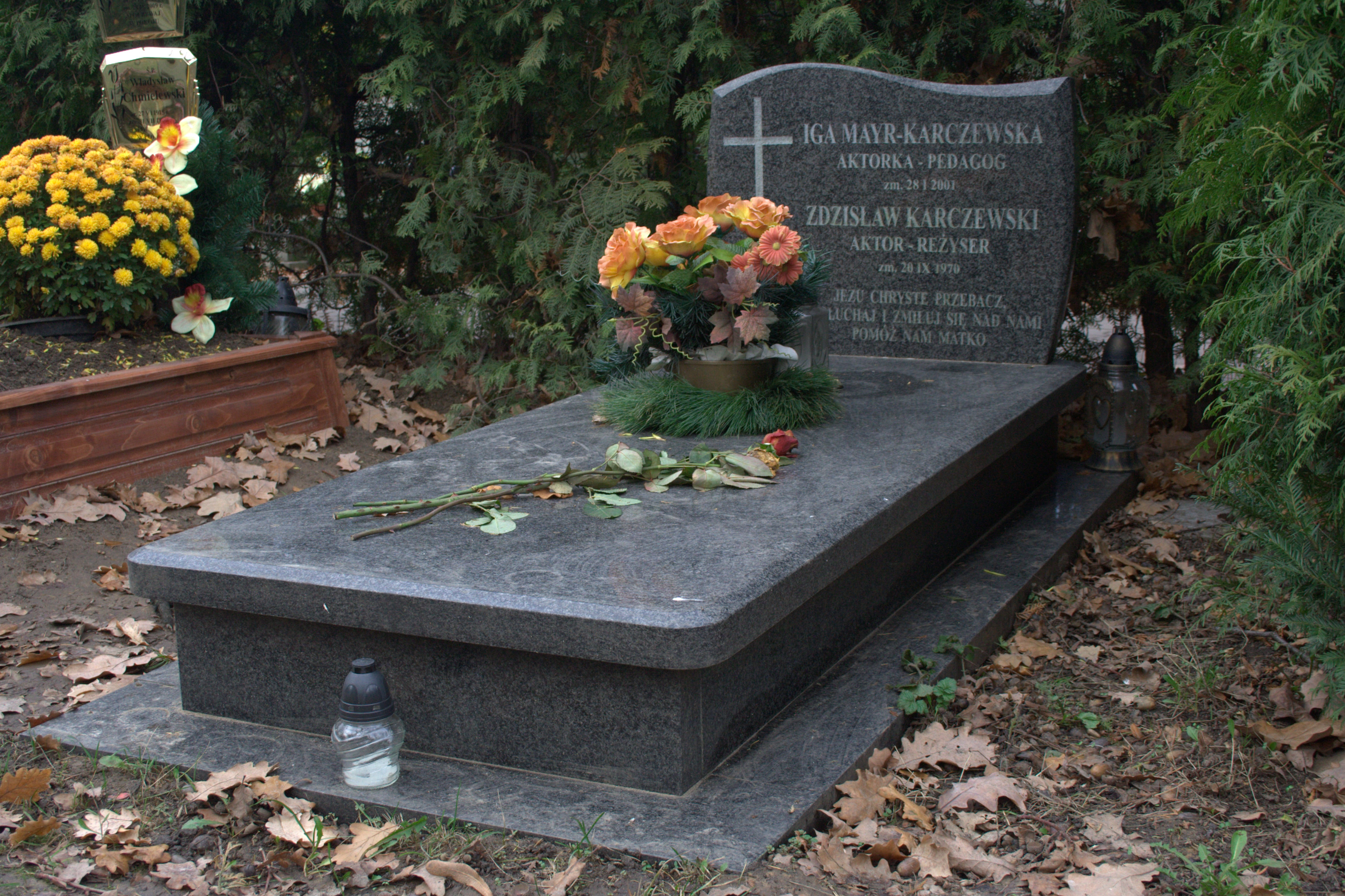
Grób Karczewskiego i jego żony na Cmentarzu Osobowickim we Wrocławiu

## Wybrana filmografia
- 1932: Pod Twoją obronę
- 1936: Bolek i Lolek
- 1936: Róża
- 1939: Doktór Murek
- 1949: Za wami pójdą inni
- 1950: Dwie brygady
- 1955: Trzy starty – trener pływacki
- 1961: Ogniomistrz Kaleń – jako pułkownik Tomaszewski
- 1963: Czarne skrzydła
- 1963: Pamiętnik pani Hanki
- 1963: Ranny w lesie – jako partyzant "Kulawy"
- 1966: Czterej pancerni i pies (odc. 1) - jako Jefim Siemionowicz
- 1966: Don Gabriel – jako generał
- 1967: Sami swoi – jako John Pawlak
- 1968: Czerwone i złote
- 1968: Lalka[1]